# L'ora di Barabba
L'ora di Barabba è un libro di Domenico Giuliotti, pubblicato nel 1920 per i tipi di Vallecchi.
L'opera ebbe molto successo e fu recensita positivamente da intellettuali come Piero Gobetti e Piero Bargellini. Il libro ebbe cinque edizioni curate dall'autore. Nel volume Giuliotti raccolse testi scritti tra il 1914 e il 1920, dipingendo a tinte fosche la crisi della civiltà che aveva visto delinearsi nei primi decenni del '900. Il tempo presente è, secondo Giuliotti, l'ora di Barabba: «dopo venti secoli, Gesù è ancora in agonia sulla Croce, solo. […] Ma Barabba, assolto, illuminato dai suoi delitti, conquista il mondo. Queste pagine sono state scritte ed appaiono durante la sua marcia infernale.»
Giuliotti rigetta tutta la modernità fin dalla sua genesi: «antiliberale, antidemocratico, antisociale, anticomunista» si sente «in questa Italia di briganti pazzi» come «uno straniero che non ha più patria». «[…] la Libertà, l'Umanità, la Democrazia, la Civiltà, la Scienza. Per essi si muore come cani; con essi si vive come porci» si legge nella pagina d'inizio del libro. Considera la storia moderna un susseguirsi di apostasie, che, allontanando l'uomo da Dio, lo condannano all’infelicità («il Rinascimento, la Riforma, La Rivoluzione Francese, il Liberalismo, il Socialismo e l'Anarchia derivano l’uno dall’altro e formano gli anelli dell’attuale catena che, in nome dell’idolatrata libertà, ci fa tutti schiavi.»)